# Actinodendron arboreum
Actinodendron arboreum, coneguda comunament com a anemona arbòrea o anemona de foc de l'infern, és una espècie d'antozou hexacoral·li de la família Actinodendronidae. És originari de l'Indo-Pacífic, on creix a profunditats de fins a 28 metres. La majoria de les espècies d'anemones marines són inofensives per als humans, però A. arboreum és altament verinosa i la seva picada pot causar úlceres greus a la pell (com també suggereix el seu nom alternatiu, anemona del foc de l'infern).

## Descripció
El disc oral de Actinodendron arboreum té ratlles que irradien des de la boca i poden arribar a tenir un diàmetre de 10 a 20 centímetres. La columna s'allarga quan creix; té un disc pedal força petit i és més gruixut a l'extrem distal (superior). Els tentacles són incolors, d'uns 10 a 20 centímetres de llargada i es ramifiquen de forma fractal, i se subdivideixen en branques i branquillons, cosa que fa que tot el cap dels tentacles s'assembli a un bròquil. Els tentacles creixen en forma de cercles concèntrics mentre l'animal s'allarga; el primer cercle és de sis tentacles, seguit de cercles de sis, dotze i vint-i-quatre tentacles. El primer i el tercer cercle dels tentacles són endocèlics (situats entre els mesenteris a l'interior de la columna) i el segon i el quart cercle s'uneixen marginalment. L'anemona marina està ben armada amb cnidòcits de diferents longituds; els de la zona central dels tentacles són menys variables.

## Biologia
La reproducció de Actinodendron arboreum té lloc quan els gàmetes són vessats a la cavitat del cos i passats a la columna d'aigua. Després de la fecundació, la larva plànula forma part del plàncton abans de situar-se al fons marí, on pateix una metamorfosi per a convertint-se en una jove anemona marina.

## Galeria d'imatges

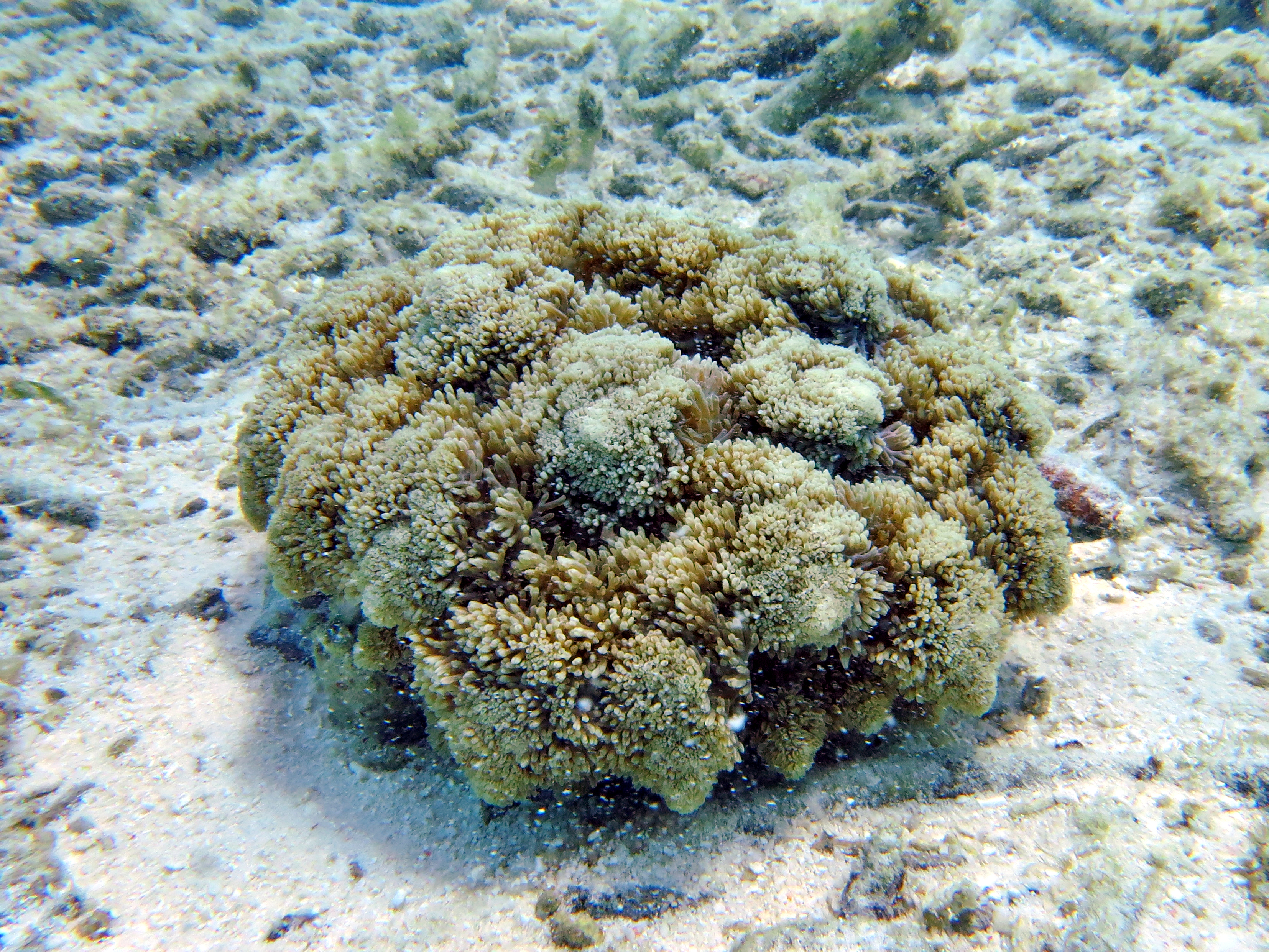
Una Actinodendron arboreum al fons marí de Landaa Giraavaru (Maldives, atoll Baa)
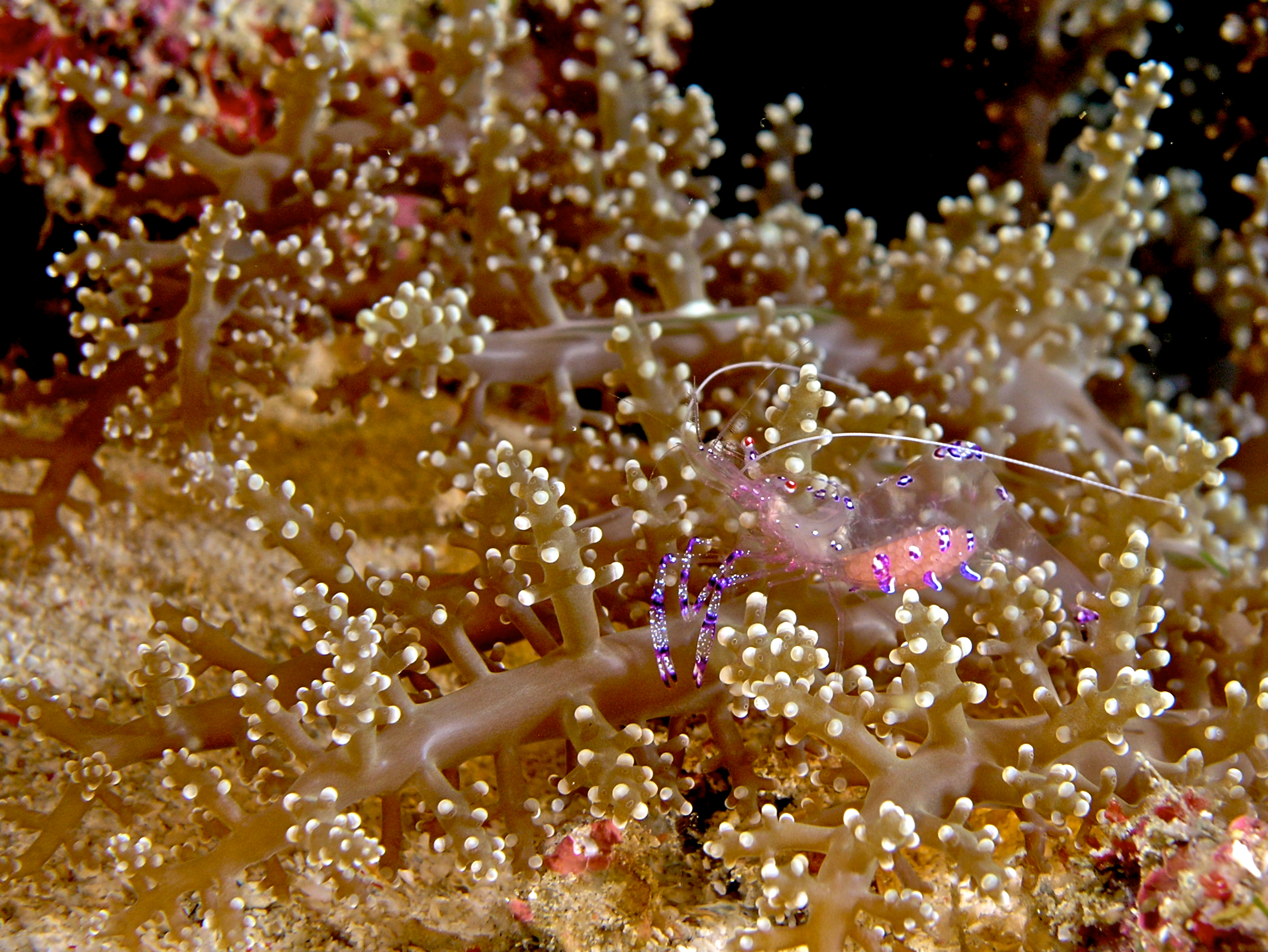
Un Periclimenes magnificus entre els tentacles d'una Actinodendron arboreum